# Coatesville (Neuseeland)
Coatesville ist eine Siedlung im Stadtgebiet des heutigen Auckland Council auf der Nordinsel von Neuseeland. Bis Ende Oktober 2010 gehörte die Siedlung zum Rodney District, der am 1. November 2010 in den neu gebildeten Auckland Council eingegliedert wurde.

## Namensherkunft
Die Siedlung wurde um 1900 unter dem Namen Fernielea gegründet und 1926 zu Ehren des damaligen Premierministers Joseph Gordon Coates in Coatesville umbenannt.

## Geographie
Die Siedlung befindet sich rund 18 km nordwestlich des Stadtzentrums von Auckland und rund 5 km westnordwestlich von Albany, einem Vorort der ehemaligen eigenständigen Stadt North Shore City, heute North Shore Ward genannt.

## Persönlichkeiten
- Kim Dotcom (* 1974), deutschstämmiger Internetunternehmer, erwarb im Februar 2010 das Chrisco Mansion in Coatesville, das als die teuerste Wohnimmobilie in Neuseeland gilt.[4]